# 마요치키!
《마요치키!》(まよチキ!, Mayo chiki)는 아사노 하지메가 쓰고 키쿠치 세이지가 삽화를 담당한 일본의 라이트노벨이다. 미디어팩토리의 MF문고 J에서 발매되고 있으며, 라이트노벨을 원작으로 한 만화 두 작품이 미디어팩토리의 월간 코믹 얼라이브와 카도카와 쇼텐의 냥TYPE을 통해 각각 발매되고 있다.
2011년 7월부터 9월까지 TBS 등의 방송사를 통해 애니메이션으로 방영되었다.

## 등장인물
사카마치 킨지로 (坂町 近次郎)
성우 - 히노 사토시 / 코바야시 유우(코바야시 유우는 어린 시절의 킨지로 역을 맡았다.)
별명은 '지로'. 로란 고교 2학년. 안타까운 집안 사정(외국에 나간 어머니와 여동생 쿠레하로부터 10년 이상 샌드백 노릇을 하였다고 한다.)으로 인해, 여자가 손만 대도 코피가 터질 정도로 심각한 여성공포증을 앓고 있다.(그런 이유로 여자들과 거리를 두다 보니, 간혹 동성애자라는 오해를 받곤 함.)어릴 때부터 단련 당한 맷집은 자랑거리. 우연찮게 스바루의 비밀을 알게 되고, 카나데의 부탁(?)으로 스바루의 비밀을 지켜주기 위해 노력중...
코노에 스바루 (近衛 スバル)
성우 - 이구치 유카
로란 고교 2학년. 집사로서 친구이자 고용주인 카나데를 모시고 있다. 학교 내에 팬클럽이 있을 정도로, 문무를 겸비한 완벽한 미소년으로 이름 나있지만, 실은 남장을 한 여자이다. 그녀의 집안은 대대로 스즈츠키 家를 모셔 왔으며, 집사는 남자 밖에 할 수 없었다. 하지만 스바루는 자신이 여자이지만, 집사가 되고 싶다고 카나데의 아버지께 요청했고, 3년간 여자라는 걸 숨긴다는 조건 하에 집사 일을 할 수 있었다고 한다. 하지만 우연찮게 킨지로에게 자신의 정체를 들키고 만다. 이후 그를 감시하기 위해 그의 곁에 붙어 다닌다. 평소엔 소년같은 말투와 행동을 보이지만, 가끔 소녀같은 모습을 보이곤 한다.
킨지로에게 점점 호감을 품어 가지만 겉으론 내색하지 않고 있다.
스즈츠키 카나데 (涼月 奏)
성우 - 키타무라 에리
로란 고교의 이사장의 외동딸이자, 스즈츠키 그룹의 후계자. 로란 고교 2학년. 스바루하곤 어릴 때부터 친구처럼 지내왔다. 고풍스러운 외모와는 달리, 속이 시커멓고 사디스트 기질이 있다. 스바루의 정체가 발각된 후, 킨지로에게 협박을 하여 스바루의 비밀을 지켜달라고 요청하며, 그 대신 킨지로의 여성공포증을 치료하는 걸 도와준다고 제안한다. 그렇지만 여성공포증을 치료해준다는 핑계로, 스바루와 킨지로를 곤란하게 만들기도 한다. 스바루를 친구로서 소중하게 여기고 있다.
이후 킨지로에게 호감을 품어 간다.
사카마치 쿠레하 (坂町 紅羽)
성우 - 하나자와 카나
킨지로의 여동생. 로란 고교 1학년. 수예부(라 쓰고, '격투부'라 읽음) 소속. 귀여운 외모에 천진난만한 성격으로 오빠를 잘 따르는 이상적인 여동생처럼 보이나, 실은 어릴 적부터 프로레슬러였던 엄마의 영향으로 격투기를 좋아하며, 오빠인 킨지로에게도 가끔 과격한 기술을 시전하곤 한다. 그렇지만 오빠를 진심으로 걱정하고 좋아함. 스바루에게 한 번 패한 뒤 스바루를 좋아하게 된다.
우사미 마사무네 (宇佐美 マサムネ)
성우 - 쿠기미야 리에
로란 고교 2학년. 쿠레하와 같은 수예부에 소속된, 까칠한 성격의 무투 계열 소녀. 과거 스바루에게 호감을 품고 스바루의 팬클럽 중 하나인, 'S4'에 가입했었다. 처음엔 킨지로를 경멸했었으나, 학원제 이후 킨지로에게 호감을 품게 된다. 카나데하곤 킨지로를 두고 대립 관계에 있다.
나루미 나쿠루 (鳴海 ナクル)
성우 - 아스미 카나
로란 고교 1학년. 쿠레하와 같은 수예부 소속으로, 스바루의 팬클럽 중 하나인 '스바루를 따뜻하게 지켜 보이는 모임'의 회장을 역임하고 있음. BL을 좋아하며, 좋아하는 정도에서 그치지 않고 직접 BL동인지나 소설을 쓰기도 한다. 또한 안경을 광적으로 좋아하고, 안경에 대한 자신만의 지론을 가지고 있고 친한 사람들에게 안경을 권하기도 한다. 특이한 버릇으로 탄산음료를 마시면, 이성을 상실하고 사람들의 옷을 마구잡이로 벗긴다고 한다.
코노에 나가레(近衛 ナガレ)
성우 - 후지와라 케이지
스바루의 부친이자, 카나데의 아버지의 집사. 집사로서의 능력이 뛰어나며 문무도 출충하지만 엄청난 스바루를 엄청 아끼는, 딸바보 속성의 아버지. 그래서 스바루와 친한 킨지로를 무지 싫어함.
쿠로세 야마토(黑瀬ヤマト)
성우 - 모가미 츠쿠오
킨지로와 중학교 때부터 친하게 지내온 친구.
사메지마 코사메(鮫島 コサメ)
성우 - 사와시로 미유키
스즈츠키家의 요리사. 스바루를 '여동생'으로서 지나치게 좋아하며, 스바루에게 스킨십을 하다가 스바루에게 맞곤 한다.
사오토메 이치고(乙早女 苺)
성우 - 치하라 미노리
스즈츠키家의 메이드. 왼쪽 눈에 안대를 착용하고 있다.

## 출판 정보
아사노 하지메가 글을 맡고 키쿠치 세이지가 삽화를 맡아 연재중에 있다. 대한민국에는 디엔씨미디어를 통해 각 국가별 언어로 번역되었다.
- 지음 - 아사노 하지메
- 삽화 - 키쿠치 세이지
- 한국어판
  - 옮김 - 이승원(1~)
  - 퍼냄 - 디엔씨미디어

본편
1. 2011-05-10, ISBN 978-89-267-9151-6
2. 2011-06-10, ISBN 978-89-267-9161-5
3. 2011-07-10, ISBN 978-89-267-9168-4
4. 2011-08-10, ISBN 978-89-267-9175-2
5. 2011-09-10, ISBN 978-89-267-9184-4
6. 2011-09-10, ISBN 978-89-267-9185-1
7. 2011-10-10, ISBN 978-89-267-9195-0
8. 2011-11-10, ISBN 978-89-267-9212-4
9. 2012-01-10, ISBN 978-89-267-9227-8
10. 2012-06-10, ISBN 978-89-267-9272-8
11. 2012-08-10, ISBN 978-89-267-9295-7
12. 2012-12-10, ISBN 978-89-267-9332-9

## 만화
마요치키!
1. 2011-07-07, ISBN 978-89-267-9172-1
2. 2011-09-10, ISBN 978-89-267-9192-9
3. 2011-12-10, ISBN 978-89-267-9223-0

## 애니메이션
2011년 7월부터 2011년 9월까지 TBS에서 방영되었다. 대한민국에서는 애니플러스가 일본어 음성에 한국어 자막을 덧씌운 채로 방영했다.

### 제작진
- 원작 - 아사노 하지메
- 원작 일러스트 - 키쿠치 세이지
- 감독 - 카와구치 케이이치로
- 시리즈 구성 - 요시다 레이코
- 캐릭터 디자인·총 작화감독 - 카와무라 코스케
- 소품 디자인 - 마스다 쿠니아키
- 메인 애니메이터 - 스즈키 고우, 사토 모토아키, 타츠타 신이치
- 미술감독 - 타카스가 신지
- 미술 설정 - 코다마 요헤이
- 색채 설계 - 이와이 히로시
- 촬영감독 - 쿠치바 타케시
- 편집 - 히라키 다이스케
- 음악 - 하시모토 유카리
- 음향감독 - 이이다 사토키
- 애니메이션 제작 - feel.
- 제작 - 마요치키! 제작위원회(킹 레코드, 미디어팩토리, 닥스 프로덕션, 마크레이, 무빅), TBS

### 주제가
오프닝 테마 "Be Starters!"
작사 - 오오모리 쇼코 / 작곡 - 카와구치 히로아키 / 편곡 - 카와구치 히로아키, 카와이 에이지 / Strings Arrange - 키쿠야 토모키
노래 - 키타무라 에리
엔딩 테마 〈너에게 봉사〉(君にご奉仕)
작사 - 우란 / 작곡 - 카와구치 히로아키 / 편곡 - 키쿠야 토모키
노래 - 코노에 스바루(성우 - 이구치 유카), 스즈츠키 카나데(성우 - 키타무라 에리), 우사미 마사무네(성우 - 이세 마리야)